# FCイストル
フットボール・クルブ・イストル・ウェスト・プロヴァンス（Football Club Istres Ouest Provence）は、フランス・イストルに本拠地を置くサッカークラブチーム。
1920年創立。2004-05シーズンに初めてリーグ・アン（1部）に昇格したが、1シーズン限りで降格した。2024-2025シーズンはフランス全国選手権2（4部）でプレーする。

## 歴史
- 1920年：SSイストレンヌ (Section Sportive Istréenne) として創立。
- 1969年：イストル・スポーツ (Istres Sports) に吸収される。ユニフォームカラーは変わらず。
- 1990年：FCイストル・ウエスト・プロヴァンス (Football Club Istres Ouest Provence) に改名。
- 2004年：初のリーグ・アン昇格。

## タイトル

### 国内タイトル
- ナショナル: 1回
  - 2008-09
- メディテラネ・ディヴィジオン・ドヌール: 2回
  - 1982, 1990
- クープ・ドゥ・プロヴァンス: 4回
  - 1933, 1982, 1987, 1989

### 国際タイトル
なし

## 過去の成績
- 2003-04 リーグ・ドゥ　3位　昇格
- 2004-05 リーグ・アン　20位　昇格
- 2005-06 リーグ・ドゥ　13位
- 2006-07 リーグ・ドゥ　19位　降格
- 2007-08 フランス全国選手権 11位
- 2008-09 フランス全国選手権 優勝　昇格
- 2009-10 リーグ・ドゥ　17位
- 2010-11 リーグ・ドゥ　11位
- 2011-12 リーグ・ドゥ　10位
- 2012-13 リーグ・ドゥ　13位
- 2013-14 リーグ・ドゥ　19位　降格

## 歴代監督
- ジャン＝ルイ・ガセ 2005-2006
- リオネル・シャルボニエ 2014-2015

## 歴代所属選手
- フレデリック・アンツ　1989-1992
- アラン・ボゴシアン　1992-1993
- セドリック・カンテ　2001-2002
- イブラヒマ・バカヨコ　2005
- ピエール・ヌジャンカ　2005-2006
- マルタン・ジェトゥ　2006
- オリヴィエ・ジルー　2007-2008
- フランシレウド・サントス 2010